# Valdemar Oldenburg
Valdemar (von) Oldenburg (født 1. december 1834 i Sorterup Præstegård ved Slagelse, død 6. juni 1918 i København) var en dansk juridisk embedsmand og overpræsident i København.
Oldenburg var søn af sognepræst Theodor Oldenburg og hustru Louise f. Rothe. Han blev student 1853, cand.jur. 1859, ansat i det slesvigske Ministerium, tog slesvigsk juridisk eksamen 1861, 1863 auditør, 1871 vicepolitidirektør i København, 1877 byfoged i Odense, 1888 birkedommer i Københavns Amts nordre Birk, 1900-10 overpræsident i København, 1910 gehejmekonferensråd. Myndig, repræsentativ, arbejdsivrig, fyldte Oldenburg i en sjælden grad de embedsstillinger, han efterhånden beklædte, og påtrykte dem sit præg.
Han bestred samtidig talrige andre offentlige og private hverv, navnlig af social og human karakter — formand for Nationalbankens repræsentantskab, for Bibelselskabet for Danmark, formand i bestyrelsen for Kronprinsesse Louises praktiske Tjenestepigeskole, formand i Foreningen af 1888 til Understøttelse af Dannebrogsridderes Efterladte, medlem af bestyrelsen for Fængselsselskabet i København, af Fængselsselskabernes fællesbestyrelse og af Københavns Understøttelsesforenings hovedbestyrelse, formand i Forsikringsselskabet Danebroges repræsentantskab, medlem af Centralkomitéen, medlem af bestyrelserne for aktieselskaberne Rosenborg Brøndanstalt og Faxe Kalkbrud og for Kreditkassen for Husejere i Kjøbenhavn. Særlig interesse nærede han for tuberkulosesagen, 1901-15 virkede han som en nidkær formand for Nationalforeningen til Tuberkulosens Bekæmpelse. Han var Storkorsridder af Dannebrog og Dannebrogsmand.
Han var gift med Henriette O. (død 1895), datter af kommandørkaptajn M.N. Suenson (død 1856) og hustru Augusta f. Stephansen.
| Efterfulgte: C.S. Klein | Overpræsident i København 1900 - 1910 | Efterfulgtes af: Frederik de Jonquières |